# Извор (Кичево)
Извор (мкд. Извор) је насеље у Северној Македонији, у западном делу државе. Извор припада општини Кичево.

## Географија
Насеље Извор је смештено у западном делу Северне Македоније. Од најближег већег града, Кичева, насеље је удаљено 15 km западно.
Извор припада историјској области Горња Копачка. Село је положено у долини реке Треске, која овде тече највишим делом свог тока. Југоисточно од насеља се издиже Илинска планина, западно планина Стогово, а северно планина Бистра. Надморска висина насеља је приближно 760 метара.
Клима у насељу је планинска због знатне надморске висине.

## Становништво
Извор је према последњем попису из 2002. године имао 49 становника.
Већинско становништво су етнички Македонци (98%), а остало су Срби.
Претежна вероисповест месног становништва је православље.